# Melanie Lewy
Ludovika Melania Lewy, verh. Parish Alvars, auch Parish-Alvars (* 27. Juli 1823 in Hagenthal-le-Haut; † 6. April 1856 in Wiesbaden), war eine Harfenistin des 19. Jahrhunderts.

## Leben
Melanie Lewy kam aus einer jüdischen Künstlerfamilie und erhielt ihren ersten Unterricht von ihrem Vater Eduard Constantin Lewy (1796–1846). Dieser war Solo-Hornist im Hofopernorchester am Kärntnertortheater in Wien und später Professor am Wiener Konservatorium. 1836 trat sie erstmals zusammen mit ihrem Vater und ihren beiden Brüdern Richard und Carl, die Horn und Klavier spielten, in Wien auf und unternahm mit ihrer Familie 1838 eine Konzertreise nach Deutschland und Russland.
Etwa 1842 heiratete Melanie Lewy den Harfenisten Elias Parish Alvars (1808–1849), zusammen hatte das Paar eine Tochter Johanna Louise (* 10. Juli 1843) und einen Sohn Arthur (1846–1849). In den 1840ern unternahm Melanie Parish Alvars zusammen mit ihrem Mann und ihren zwei Brüdern einige Konzertreisen und nahm nach dem Tod ihres Mannes ihre Solo-Konzertkarriere als Harfenistin wieder auf. 1851 unternahm sie eine ausgedehnte Konzertreise nach St. Petersburg, Leipzig, Wien und Berlin und führte hauptsächlich Kompositionen ihres Mannes auf.
Im Alter von nur 32 Jahren starb Melanie Parish Alvars an einer Atemwegserkrankung.